# Caradrina hypostigma
Caradrina hypostigma är en fjärilsart som beskrevs av Charles Boursin, 1932. Caradrina hypostigma ingår i släktet Caradrina och familjen nattflyn, Noctuidae. Inga underarter finns listade i Catalogue of Life.